# 黒木玄
黒木 玄（くろき げん）は、日本の数学者。学位は、博士（数理学）（名古屋大学）。インターネット黎明期に知識人や研究者が集った「黒木のなんでも掲示板」で知られ、岩田規久男らの「昭和恐慌研究会」にも参加。「匿名」による批判を禁止する、通称「黒木ルール」も提唱した。また、ソーカル事件の日本への紹介や、かけ算の順序問題への提言でも実績がある。数学では表現論の研究に取り組み、τ関数の量子化でも実績がある。2023年東北大学大学院理学研究科数学専攻多様体論講座助教。

## 来歴・人物
秋田県出身。秋田県立本荘高等学校を経て、東北大学理学部数学科卒業。東北大学大学院理学研究科数学専攻修士課程を修了し、同大学理学部数学科助手に就任（遅くとも1992年には着任。大学院重点化に伴い1995年から大学院所属。法改正により2007年からは助教）。東北大学には表現論を専門とする堀田良之、宇澤達、長谷川浩司らがおり、黒木は数理物理学への表現論の応用、共形場理論と量子可積分系などの研究に従事（#学術業績参照）。2007年、名古屋大学において論文博士で博士（数理学）の学位を取得する。
黒木は1990年代初頭から整数論のソフト・データ共有プロジェクトに参画し、1990年代から2000年代にかけてWebサイト上に「黒木のなんでも掲示板」を開設。この掲示板には数学者や物理学者のみならず経済学者や社会学者など多くの分野から研究者や知識人が集っていた。山形浩生、田崎晴明、岸政彦らが出入りし、栗原裕一郎や筒井淳也らも議論を見ていたという。ソーカル事件が日本で最初に取り上げられたのはこの掲示板と言われ、黒木は村上陽一郎への批判も展開した。
黒木は「匿名」による批判を禁止するルールを提唱し、これは「黒木ルール」として知られた。また、黒木は、山形浩生、稲葉振一郎と並んで「リフレ理論を提唱した、ネット黎明期からのネット・カリスマ」と言われており、2004年には『インターコミュニケーション』誌で黒木と稲葉との対談が組まれている。また、黒木は岩田規久男、原田泰、浜田宏一、高橋洋一らの参加する「昭和恐慌研究会」のメンバーであり、2013年4月22日には内閣府経済社会総合研究所開催のセミナーで、「インフレーションはコントロールできるか」と題して講演も行っている。
数学分野でも研究では武部尚志と共著論文を執筆し（#論文節参照）、柏原正樹や宇澤達らの研究にも参画した。また、オープンキャンパスでは「数学クイズ」を担当し、仙台市や秋田県の高校生向け数学セミナーでも講師を務めた。2012年度に小学校の数学教育でかけ算の順序問題が問題になった際には、黒木は各出版社の教科書を調査・検証し、新聞社の取材にも対応している。

## 学術業績

### 学位論文
- 黒木玄 (2007). Twisted Wess-Zumino-Witten models on elliptic curves [楕円曲線上のヴェス・ズミノ・ウィッテン模型] (博士(数理学) 乙第6689号 thesis). 名古屋大学. NAID 500000397393。

### 原著論文
- Gen Kuroki (1991). Fock space representations of affine Lie algebras and integral representations in the Wess-Zumino-Witten models. Comm. Math. Phys. 142 (3): 511-542.
- Gen Kuroki and Takeshi Takebe (1997). Twisted Wess-Zumino-Witten models on elliptic curves. Comm. Math. Phys. 190 (1): 1-56.
- Gen Kuroki and Takeshi Takebe (1999). Bosonization and integral representation of solutions of the Knizhnik-Zamolodchikov-Bernard equations. Comm. Math. Phys. 204 (3): 587-618.
- Gen Kuroki and Takeshi Takebe (1999). Wakimoto modules and Knizhnik-Zamolodchikov-Bernard equations. Gauge theory and integrable models. Progr. Theoret. Phys. Suppl. (135): 138-148.
- Gen Kuroki and Takeshi Takebe (2001). Wess-Zumino-Witten model on elliptic curves at the critical level. J. Phys. A 34(11): 2403-2413.
- Gen Kuroki (2011). Quantum groups and quantization of Weyl group symmetries of Painlevé systems. Advanced Studies in Pure Mathematics 61: 289-325.
- Gen Kuroki (2014). Regularity of quantum tau-functions generated by quantum birational Weyl group actions. arXiv:1206.3419

### 講究録
- 黒木玄「Fock space representations of twisted affine Lie algebras」『数理解析研究所講究録』第778巻、京都大学数理解析研究所、1992年3月、42-49頁、CRID 1050282677275373952、hdl:2433/82465、ISSN 1880-2818。
- 黒木玄「共形場理論の定式化について(群の表現論と等質空間上の解析学)」『数理解析研究所講究録』第929巻、京都大学数理解析研究所、1995年11月、103-134頁、CRID 1050001202297478400、hdl:2433/59933、ISSN 1880-2818。

### 科研費代表者
- 1994年度 - 奨励研究A「共形場理論への保型形式論的アプローチ」[32]
- 1995年度 - 重点領域研究「共形場理論の表現論的研究」[15]
- 1997-1998年度 - 基盤研究C「可積分系の差分化とその背景の幾何的構造」[33]
- 2001-2002年度 - 奨励研究A「量子可積分系の表現論的研究」[16]
- 2005-2006年度 - 基盤研究C「可積分系とモノドロミー保存系の離散化と量子化」[34]
- 2011-2015年度 - 基盤研究C「量子パンルヴェ系の表現論的研究」[17]

## その他著作

### 解説
- 「現代数学を横に截る ―双対性―」、『数学セミナー』第34巻第8号、1995年8月、74-77頁。
- 「共形場理論」、『数学セミナー』第41巻第3号、2002年、30-33頁。
- 「量子化されたτ函数の正則性」『数理科学』第51巻第1号、2013年1月、40-45頁。

### 記事
- 「TRIANGLE わからない話」、『数学セミナー』1994年5月、73頁。
- 「ソーカル事件」『大学の物理教育』第98巻第2号、1998年、25-28頁。
- 「<数学書を探る>大学2年からの数学ブック・ガイド--数学の世界を広げよう」、『数学のたのしみ』第11号、1999年2月、111-123頁[注釈 4]
- 「対談 いかにして自分(と世の中)を変えるか ―教養について―」『インターコミュニケーション』第13巻第2号、2004年、32-51頁。
- 「東北大学オープンキャンパス・数学クイズ 999…9を素数で割ると」『数学セミナー』第48巻第8号、2009年8月、18-23頁。
- 「かけ算の順序強制問題」『RikaTan』12号（2014年秋号）、SAMA企画、2014年10月。

### 連載
- 戸田山和久、黒木玄、西野哲朗、足立聡「ネット上の井戸端会議 研究者同士の交流」、『数学セミナー』第36巻第4-10号、1997年4-10月[注釈 5]。